# 디지몬 세이버즈
디지몬 세이버즈(일본어: デジモンセイバーズ, Digimon Savers, Digimon Data Squad)는 디지몬 어드벤처에서부터 이어져온 구 디지몬 시리즈 중의 4번째 작품이다. 2006년 4월 2일부터 2007년 3월 25일까지 후지 TV 계열에서 매주 일요일 오전 9시~9시 30분 사이에 방송한 TV 애니메이션으로, 대한민국에서는 2009년 8월 31일부터 대원방송 계열 채널에서 방영했었다.

## 개요
《디지몬 프론티어》이후로 3년 만에 다시 방영된 디지몬 시리즈의 TV 애니메이션 다섯번째 작품이다.
전작에서의 공백이 컸기에, 비주얼적인 면을 일신하기 위해, 캐릭터 디자인에 아오이 사요를 기용해 주인공 캐릭터들의 나이를 초등학생에서 중학생으로 끌어올렸다. 스토리 또한 디지몬에 대항하는 닷트에 주인공인 최건우가 입대해 디지몬들이 일으키는 사건이나 디지몬을 이용한 범죄를 전투를 통해 해결한다는 지금까지와는 다른 이야기 흐름을 타고 있다. 메인스탭이나 가수진 또한 일신되어, 전 시리즈와는 큰 변화를 취하고 있다. 디지털 월드에서 자라난 소년 한지호, 디지몬의 근절을 노리는 인간들과의 전투 등등, 작풍까지 크게 변화하여 종래의 시리즈보다도 세력을 중시하는 전개를 타고 있다. 하지만 다른 한편으로 주인공의 파트너 디지몬이 아구몬이라는 점에서 과거의 작품을 의식한 설정 또한 눈에 띈다.(하지만 타이치(신태일)과는 다르게 보스와 쫄병같은 사이같다.)
이러한 설정은 신선하기는 하지만, 현실성이나 정합성이라는 점에 대해선 곱지 못한 시선을 받았다. 특히 옛 작품에서〈문제를 가지고 있는 아이들이 성장하는 이야기〉나〈현실적인 배경설정〉을 지지하는 디지몬팬들로부터 비판의 목소리가 컸다. 이렇게 세력을 중시하는 작풍이 비난받는 한편으로는 상쾌하면서도 유쾌한 전투(상대가 무엇이든 날려버리는 최건우의 주먹)를 평가하는 의견도 많았다.〈언제나 싸우는 것은 디지몬들로 아이들은 지켜보기만 할뿐〉와 같은 형식에 대한 의문점에 대해 하나의 해답을 제시한 것이다.
원화적인 측면에서는 시리즈 중에서 고퀄리티에 해당였는데, 특히나 마지막화에서는 도에이 애니메이션 작품 중에서 이례적으로 16명이라는 경의적인 인원수를 기록한다 (반면에 캐릭터의 얼굴이 작화감독에 따라서 크게 변화하는 부분에 대해서는 찬반이 있었다).
시리즈 구성을 맡았던 야마구치 료타의 말에 따르면 과거의 디지몬 시리즈에서 이미 아이들의 모험이나 가상생명체의 시뮬레이션은 이제 질린 느낌이 있기 때문에 아직 해보지 않았던〈왕도소년만화〉노선을 지향했다고 한다.
기본적으로 주요 캐릭터는 프로 성우가 태반이었지만 탤런트인 아라가키 유이, 코미디언인 마에다 켄이 주요인물로 출연하였으며 그외에도 하나와, 빅스몰룬, 하라구치 아키마사도 게스트로 출연하였다. 그외에도 키쿠치 마사미, 타카하시 나오즈미, 나가노 아이, 카미야 히로시, 노자와 마사코와 같은 옛 작품의 주요 성우들을 재기용하기도 했다.

### 방송 데이터
11월 5일 방송분부터 《디지몬 어드벤처》부터 《디지몬 프론티어》까지 모든 주제가를 담당했던 와다 코지가 2기 오프닝 주제가를 담당하게 된다. 와다 그 자신도 자신의 블로그에 이 모든 것은 팬여러분들의 덕분이라고 글을 달았다. 디지몬 시리즈에서 오프닝 테마가 중간에 바뀌는 일이 처음있는 일이지만, 애당초 후지TV 일요일 낮 9시의 애니메이션 작품이 1년 이내에 오프닝 테마가 중간에 바뀌는 것은 놀랄 만한 일이었다.
시리즈 처음으로〈지난줄거리・타이틀-OP-CM-본편-CM-ED・차회예고〉와 같은 방송형식을 채용했는데, 이 방식은 이전에 방영했던 금색의 갓슈벨이 도중부터 채용했던 형식을 그대로 이어나간 것. 지난 줄거리는 회를 거듭할수록 길어지게 되면서 본편 방영 중에 CM을 넣지 않는 일도 생기면서 실질적으로 A파트가 되어버린다. 또 타이틀은 당초에는 본편 시작전에 표시되었지만, 중반부터는 지난줄거리 개시전에 표시되게 된다. 프로그램의 메인타이틀보다도 먼저 각 화의 타이틀이 표시되는 것은 일본의 TV프로그램에서는 예를 찾아보기 힘든 매우 특이한 형식이다.

### 인기・평가
디지몬 시리즈가 3년간의 공백을 깨고 내놓은 신작이었지만 상업적인 면에서는《디지몬 어드벤처》부터 《디지몬 프론티어》와 같은 옛 작품과 비교해서 그다지 시청률이 늘어나지 않았다. 그 덕분에 간만의 복귀작은 단 한작품의 단발로 끝이났고, 다음 작품은 등장하지 않았다. 옛 작품들과 비교해서 애니메이션 잡지와 같은 매체에서 노출이 적었고 완구류나 관련 상품의 전개도 적었다.
울트라맨이나 전대물과 같은 부모자식간에 서로 즐길 수 있을정도의 시간이 흐르지도 않았으며, 그렇다고 해도 옛 작품의 노선을 잇기에는 공백이 너무나도 컸고, 그런 좋지못한 시기에 방송된 것이 실패의 원인이라고 야마구치 료타는 쓰고있다..
최고시청률：6.7%, 최저시청률：3.5%, 평균시청률：5.2%
- 2002년부터 비디오 리서치에 따른 시청률 집계 방법이 바뀌었기 때문에 2002년 이전의 작품시청률과 단순비교하는 것은 불가능하다.

## 제작진
- 프로듀서：카네다 코우지（후지TV）・타카세 아츠야（후지TV）・이케타 신이치（요미우리 광고사）・우메자와 아츠토시・시바타 히로아키
- 원작：혼고 아키요시
- 연재：〈V점프〉（슈에이샤）
- 시리즈 구성：야마구치 료타
- 음악：오쿠 케이이치
- 제작담당：오카다 마사유키
- 캐릭터 디자인：아오이 사요
- 총작화감독：아사누마 아키히로
- 미술 디자인：와타나베 요시토
- 색채설계：이타사카 야스에
- CG디렉터：노구치 코우이치
- 시리즈 디렉터：이토 나오유키
- 각본：야마구치 료타／요코테 미치코／이나리 아키히코／야마토야 아카츠키／야마다 켄이치
- 연출：이토 타카미치／후자카와 토시노리／사사키 노리요／야마다 토오루／츠치다 유타카／하타노 모리오／나카오 유키히코／이마자와 테츠오／츠치오카 키미토시／카도타 히데히코／소노다 마코토
- 작화감독：아사누마 아키히로／야지마 요시타카／데구치 토시오／이토 토모코／우에노 켄／키요야마 시게타카／노부자네 세츠코／타케다 요시히로／아오이 사요／나카죠 쿠미
- 디지털 몬스터 디자인 협력：위즈
- 음악협력：인덱스 뮤직・후지 파시픽 음악출판・토에이 애니메이션 음악출판
- 제작협력：토에이
- 제작：후지테레비・요미우리 광고사・토에이 애니메이션

### 우리말 제작
- 번역：허숙
- 녹음・믹싱：이성수
- 타이틀・자막：김효정
- CG：이강희
- 종합편집：김민정
- 연출：김정령

## 극장판

### 《극장판 디지몬 세이버즈 궁극파워! 버스트 모드 발동!!》
2006년 12월 9일 개봉. 상영시간 20분. DVD 4월 25일 발매. 한국에는 2010년 8월 7일에 공개되었다.
- 감독：나가미네 타츠야
- 각본：야마구치 료타
- 작화감독：야마무로 나오요시
- 미술감독：와타나베 요시토

#### 줄거리
아르고몬의 강력한 힘 앞에, 인류는 영원의 잠에 빠지고 만다. 아구몬, 가오몬, 라라몬은 파트너를 구하기 위해서, 아르고몬에 맞써 싸우는데...

#### 극장판개요
- 디지몬 극장판 시리즈 사상 처음으로 겨울에 개봉된 영화.
- 애니메이션 영화《두 사람은 프리큐어 Splash Star 째깍째짝 위기일발!》과 함께 동시상영했다.
- 디지몬 작품치고는 드물게도 사람이 거의 등장하지 않고, 파트너 디지몬이 메인으로 나온다.
- 사람이 없기 때문에 종반까지도 주역 디지몬 셋은 진화하지 못한다. 덕분에 성장기들이 활약하는 거친 액션신이 이어진다는 점이 이 작품의 특징이다.
- 캐릭터 디자인・총작화감독이 야마무로 나오요시이며 애니메이션《모험왕 비트》에 가깝게 캐릭터 디자인이 되어 있다.（TV판 캐릭터 디자이너인 아오이 사요는 극장판에서 오리지널 캐릭터 디자인을 했다）.
- 엔딩 장면에서는 NG장면들이 흘러나오는데, 영화 속의 호쾌한 액션씬과 같은 그런 점에서 홍콩영화를 모티브로 했음을 볼 수 있다.
- 뛰어난 작화나 호쾌한 액션씬으로 평가는 높지만, 동시상영이라는 20분짜리 단편이었다는 점에서 이야기가 너무 짧아 리듬이 대체 어떠한 존재인지 밝혀지지도 않았기에 작품자체에 부족함이 많다.
- 광고에서는 1기 오프닝이 흘러나오지만, 영화에서는 2기 오프닝이 엔딩으로 쓰였다.

#### 주요등장인물(오른쪽은 한국판 성우)
리즈무：야지마 아키코 / 김성연
아르고몬을 저지하기 위해서, 아구몬과 함께 행동하는 소녀. 인간이 아닌 생명체로 나오지만 대체 어떠한 존재이며 왜 그를 막는지에 대해서는 나오질 않는다. 아르고몬의 디지타마를 가지고 디지털월드로 돌아갈 때, 아구몬을 좋아했던건지 감사의 뜻이었던건지 마지막에 그에게 키스를 하고 돌아간다.
아르고몬：하나와 / 심정민
인간들을 증오해 잠들게 만든 흉악한 디지몬.

## CD

### 맥시멈 싱글
- 《強ing!Going!My Soul!!》 노래：다이나마이트SHU 2006년 5월 31일 발매
- 《One Star》 노래：이토 요스케 2006년 5월 31일 발매
- 《Believer》 노래：IKUO 2006년 6월 2일 발매
- 《유성(流星)》 노래：MiyuMiyu 2006년 11월 22일 발매
- 《훌쩍(ヒラリ)》 노래：와다 코지 2006년 12월 21일 발매

### 앨범
- 《디지몬 세이버즈 오리지널 사운드 트랙》 음악：오쿠 케이이치 2006년 8월 2일 발매
본 작품의 주제가, BGM등을 수록했다.
- 《디지몬 세이버즈 베스트 히츠+캐릭터 뉴송즈》 2007년 4월 18일 발매
주제가, 삽입곡등 합계 5곡과, 마사루, 아구몬 등 캐릭터들의 캐릭송이 수록되어 있다.
- 《디지몬 세이버즈 플래시 백！》 2008년 8월 1일 발매
CD 2장짜리. 캐릭터 송에 덧붙여, 사운드 트랙이 수록되지 못했던 본편의 BGM을 수록했다.